# 丹娘乡
丹娘乡，是中华人民共和国西藏自治区林芝市米林市下辖的一个乡镇级行政单位。

## 行政区划
丹娘乡下辖以下地区：
丹娘村、白拉村、仲萨村、鲁霞村、桑巴村和康布热村。